# Vrede van Parijs (1898)

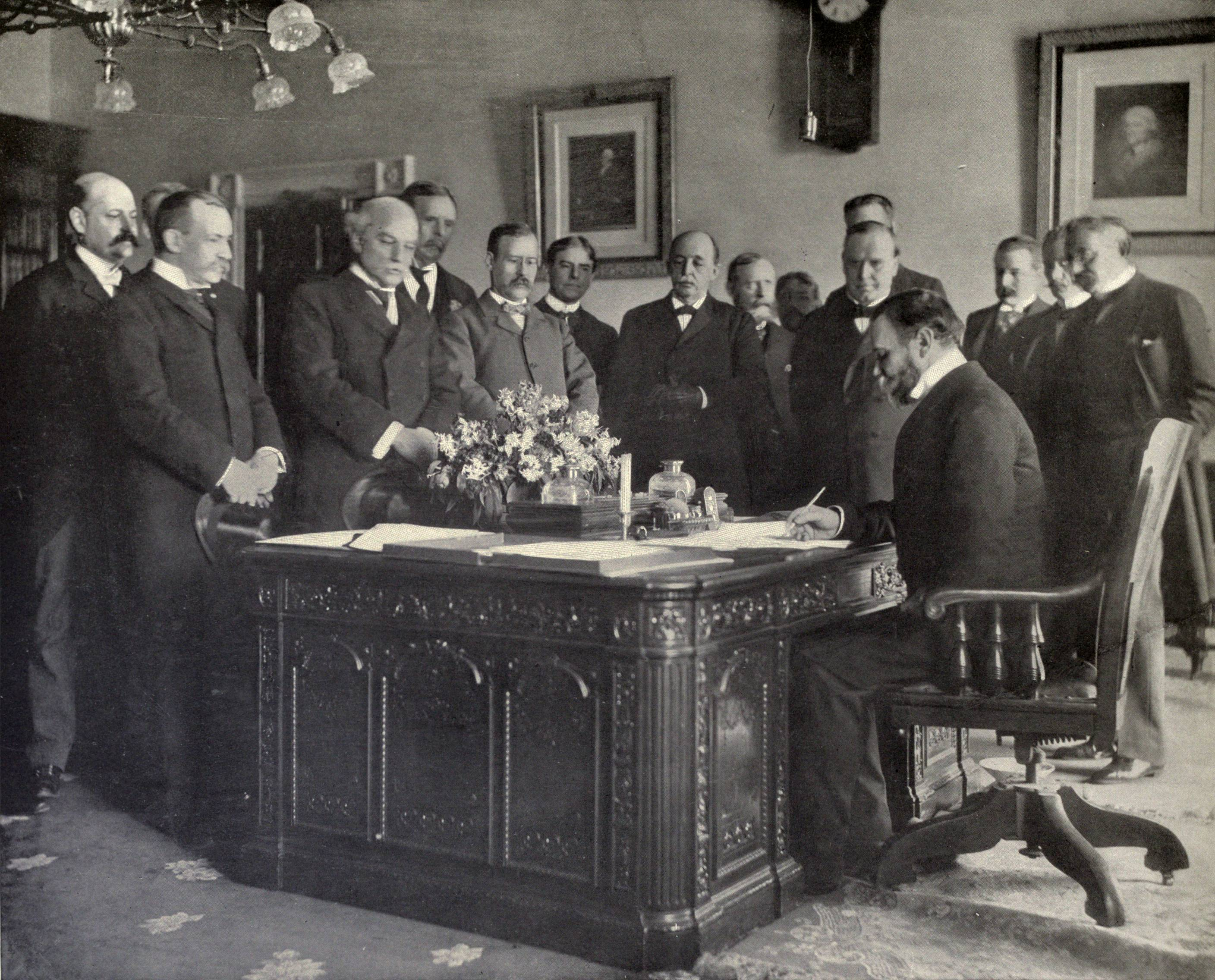
John Hay ondertekent het verdrag in Parijs

De Vrede van Parijs (1898)  was een overeenkomst die op 10 december 1898 getekend werd tussen Spanje en de Verenigde Staten en een einde maakte aan de Spaans-Amerikaanse Oorlog. De Spaanse nederlaag maakte een einde aan de Spaanse koloniale grootmacht door het verlies van de Filipijnen, Puerto Rico en Guam. Cuba werd onafhankelijk door het Teller-amendement. Het was het begin van een koloniaal tijdperk van de Verenigde Staten.

## Aanloop
De oorlog was dramatisch verlopen voor Spanje. Het had een deel van haar vloot ten onder zien gaan in de Slag in de Baai van Manilla op 1 mei 1898. De Amerikaanse president William McKinley wilde een korte oorlog en op 3 juni 1898 bood hij de Spanjaarden een wapenstilstand aan. Hier kwam geen reactie op. Op 3 juli 1898 werd de Spaanse vloot in Cuba voor de kust van Santiago de Cuba vernietigd. Op 18 juli 1898 gaf de Spaanse premier Práxedes Mateo Sagasta instructies om via de Franse ambassadeur in Washington, Jules Cambon, de onderhandelingen te beginnen. Er waren geen directe diplomatieke betrekkingen tussen Spanje en de Verenigde Staten waardoor een onafhankelijk tussenpersoon gewenst was. Op 26 juli stuurde de Spaanse koningin regentes een brief aan McKinley om de voorwaarden. Op 30 juli maakte McKinley deze bekend: Spanje moest afstand doen van Puerto Rico en Guam, Cuba verlaten en de havens in de Filipijnen openstellen voor Amerikaanse schepen. Achter de schermen was wel een felle discussie ontbrand over de Filipijnen teneinde daar de Amerikaanse invloed uit te breiden.

## Staakt-het-vuren
Cambon nam de brief in ontvangst en probeerde de Spaanse visie op de Amerikanen over te brengen. McKinley wees dit resoluut af en gaf een bericht mee aan de Spaanse regering, zou deze de voorwaarden afwijzen of de onderhandelingen vertragen dan worden de voorwaarden aangescherpt. Op 12 augustus werd een wapenstilstand getekend door McKinley en Cambon. Hierin was ook opgenomen dat de definitieve vredesonderhandelingen in Parijs zouden worden gehouden, met als belangrijkste openstaande punt de toekomst van de Filipijnen.

## Vredesonderhandelingen in Parijs
De twee partijen stuurden hun onderhandelaars naar Parijs, elk een delegatie van vijf personen. De Amerikaanse delegatie bestond in meerderheid uit personen die een annexatie van de Filipijnen nastreefden. De onderhandelingen gingen op 1 oktober formeel van start. Onder druk van de publieke opinie gaf McKinley op 26 oktober de onderhandelaars de instructie mee de annexatie van het Filipijnen op te nemen in het verdrag. Het Amerikaanse leger had de Filipijnen niet ingenomen en bezet en om de Spanjaarden in te laten stemmen boden ze een financiële compensatie aan van 20 miljoen dollar. De Spanjaarden accepteerden dit bod onder protest. Op 10 december 1898 tekenden de onderhandelaars het verdrag en stuurden het ter goedkeuring aan hun regeringen.
Afgesproken was dat Spanje afstand zou doen van elke aanspraak op soevereiniteit over Cuba. Na de evacuatie zou het eiland worden bezet door Amerikaanse troepen. Zolang de bezetting duurde, droeg de Verenigde Staten alle verantwoordelijkheid zoals in internationale wetten en verdragen vastgelegd. Verder zou Spanje de eilanden Porto Rico en Guam en ook de Filipijnen afstaan aan de Verenigde Staten. Verder waren er afspraken over een ordentelijke overdracht van de macht, de uitwisseling van krijgsgevangenen en godsdienstvrijheid.
In Spanje werd de uitkomst als een vernedering gezien. In het Cortes stemden 120 voor en 118 tegen. De koningin-regentes besloot het verdrag per decreet te ratificeren. Sagasta verloor kort tijd daarna zijn positie als president.
In de Verenigde Staten heerste in het algemeen tevredenheid over het verdrag, maar over de Amerikaanse annexatie van de Filipijnen ontstond een felle discussie. Het Teller-amendement had de annexatie van Cuba uitgesloten en in dit licht was het vreemd dat de Filipijnen wel geannexeerd zou worden. In de Senaat moest met twee-derde meerderheid instemmen met het verdrag en de Democraten waren in meerderheid tegen en de Republikeinen verdeeld. Op 11 april 1899 stemde de Senaat met 57 voor en 27 tegen het verdrag. De oorlog had de Amerikanen 250 miljoen dollar gekost en 3000 doden, waarvan 90% door besmettelijke ziekten.